# Liatongus femoratus
Liatongus femoratus är en skalbaggsart som beskrevs av Johann Karl Wilhelm Illiger 1800. Liatongus femoratus ingår i släktet Liatongus och familjen bladhorningar. Inga underarter finns listade i Catalogue of Life.